# Прайм-таймовая премия «Эмми» за лучшую оригинальную музыку и слова
Это список победителей и номинантов прайм-таймовой премии «Эмми» за лучшую оригинальную музыку и слова (англ. Primetime Emmy Award for Outstanding Original Music and Lyrics), присуждаемой и композитору, и лирику.
Премия была пройдена под несколькими именами:
- Лучшие достижения в музыке, словах и специальных материалах (англ. Outstanding Achievement in Music, Lyrics and Special Material) (1970–1973)
- Лучшая песня или тема (англ. Best Song or Theme) (1974)
- Лучшие достижения в специальнои музыкальном материале (англ. Outstanding Achievement in Special Musical Material) (1975–1978)
- Лучшие достижения в музыке и словах (англ. Outstanding Achievement in Music and Lyrics) (1981–1991)
- Лучшие индивидуальные достижения в музыке и словах (англ. Outstanding Individual Achievement in Music and Lyrics) (1992–1995)
- Лучшая музыка и слова (англ. Outstanding Music and Lyrics) (1996–2005)
- Лучшая оригинальная музыка и слова (англ. Outstanding Original Music and Lyrics) (2006–настоящее)

## Победители и номинанты

### 1990е
| Год  | Программа                                                                  | Песня                                                             | Композитор / Лирик                                                                                                 | Сеть       |
| ---- | -------------------------------------------------------------------------- | ----------------------------------------------------------------- | --- | ---------- |
| 1990 | От всего сердца... Первый Международный фестиваль очень особенных искусств |                                                                   | - Ларри Гроссман (музыка) - Баз Кохэн (слова)                                                                      | NBC        |
| 1990 | Перри Мэйсон: Дело молчаливой певицы                                       |                                                                   | Дик ДеБенедиктис (музыка и слова)                                                                                  | NBC        |
| 1990 | Празднование 60-летия Сэмми Дэвиса-младшего                                | "You Were There"                                                  | - Баз Кохэн и Майкл Джексон (музыка и слова)                                                                       | ABC        |
| 1990 | Твин Пикс ("Эпизод 5")                                                     | "Into the Night"                                                  | - Анджело Бадаламенти (музыка) - Дэвид Линч (слова)                                                                | ABC        |
| 1991 | Полицейский рок ("Pilot")                                                  | "He's Guilty!"                                                    | Рэнди Ньюман (музыка и слова)                                                                                      | ABC        |
| 1991 | Полицейский рок ("Oil of Ol'Lay")                                          | "Nowhere to Go, Nothin' to Do"                                    | - Рон Бустед и Грег Эдмонсон (музыка и слова)                                                                      | ABC        |
| 1991 | Жизнь продолжается ("Corky's Travels")                                     | "Bittersweet Waltz"                                               | - Крейг Сафан (музыка) - Марк Мюллер (слова)                                                                       | ABC        |
| 1991 | Пропавший Капоне                                                           | "I Didn't Hear You"                                               | - Марк Сноу (музыка) - Глинн Сноу (слова)                                                                          | TNT        |
| 1991 | Мэтлок ("The Critic")                                                      | "Love and Justice"                                                | Дик ДеБенедиктис (музыка и слова)                                                                                  | NBC        |
| 1992 | Бросив смертельный взгляд                                                  | "Why Do I Lie?"                                                   | - Курт Собель (музыка) - Деннис Шпигель (слова)                                                                    | HBO        |
| 1992 | Шоу Кэрол Бёрнетт ("404")                                                  | "Rock Out of That Rockin' Chair"                                  | - Кен и Мици Уэлш (музыка и слова)                                                                                 | CBS        |
| 1992 | Приветствие домашним животным Америки                                      | "Love Without Strings"                                            | - Кэрол Коннорс и Джимми Хэскелл (музыка и слова)                                                                  | ABC        |
| 1992 | The Walt Disney Company представляет American Teacher Awards               | "We Have Come to Learn"                                           | - Ларри Гроссман (музыка) - Баз Кохэн (слова)                                                                      | Disney     |
| 1993 | Live from Radio City Music Hall                                            | "Sorry I Asked"                                                   | - Джон Кандер (музыка) - Фред Эбб (слова)                                                                          | NPT        |
| 1993 | Слепая зона                                                                | "Good Things Grow"                                                | - Патрик Уильямс (музыка) - Артур Гамильтон (слова)                                                                | CBS        |
| 1993 | Боб Хоуп: Первые 90 лет                                                    | "Where There's Life, There's Hope"                                | - Рэй Чарльз (музыка) - Баз Кохэн (слова)                                                                          | NBC        |
| 1993 | Высоты                                                                     | "How Do You Talk to an Angel"                                     | - Барри Коффинг и Стив Тайрелл (музыка) - Стефани Тайрелл (слова)                                                  | Fox        |
| 1993 | Я улечу                                                                    | "State Until You Come Home"                                       | Стефен Джеймс Тейлор (музыка и слова)                                                                              | NBC        |
| 1994 | Trisha Yearwood: The Song Remembers When                                   | "The Song Remembers When"                                         | Хью Прествуд (музыка и слова)                                                                                      | Disney     |
| 1994 | Кэрол Бёрнетт: Особые годы                                                 | "One Lucky Lady"                                                  | - Кен и Мици Уэлш (музыка и слова)                                                                                 | CBS        |
| 1994 | У трупа знакомое лицо                                                      | "Something Is Out There"                                          | - Патрик Уильямс (музыка) - Артур Гамильтон (слова)                                                                | CBS        |
| 1994 | Она написала убийство ("A Death in Hong Kong")                             | "The Game's Not the Same"                                         | - Брюс Бебкок (музыка) - Том Сойер (слова)                                                                         | CBS        |
| 1994 | Симпсоны ("Homer and Apu")                                                 | "Who Needs the Kwik-E-Mart?"                                      | - Альф Клаузен (музыка) - Грег Дэниелс (слова)                                                                     | Fox        |
| 1994 | 47-я премия «Тони»                                                         | "Celebrate Broadway"                                              | - Ларри Гроссман (музыка) - Баз Кохэн (слова)                                                                      | CBS        |
| 1995 | Barbra Streisand: The Concert                                              | "Ordinary Miracles"                                               | - Марвин Хэмлиш (музыка) - Алан и Мэрилин Бергман (слова)                                                          | HBO        |
| 1995 | Кегни и Лейси: Снова вместе                                                | "All the Days aka Rooftop Source"                                 | Нэн Шварц Мишкин (музыка и слова)                                                                                  | CBS        |
| 1995 | Робби Робертсон: Возвращение домой                                         | "Pray"                                                            | Робби Робертсон (музыка и слова)                                                                                   | Disney     |
| 1995 | Сезон надежды                                                              | "For a Love Like You"                                             | - Кен Торн (музыка) - Деннис Шпигель (слова)                                                                       | CBS        |
| 1995 | Симпсоны ("Homer the Great")                                               | "We Do (The Stonecutters Song)"                                   | - Альф Клаузен (музыка) - Джон Шварцвелдер (слова)                                                                 | Fox        |
| 1996 | Пока, пташка                                                               | "Let's Settle Down"                                               | - Чарльз Страуз (музыка) - Ли Адамс (слова)                                                                        | ABC        |
| 1996 | Рождественское дерево мистера Виллоуби                                     | "The Perfect Tree"                                                | - Майкл и Пэтти Силвершер (музыка и слова)                                                                         | CBS        |
| 1996 | Люди: Музыкальный праздник                                                 | "Children of the World"                                           | - Нона Хендрикс и Джейсон Майлз (музыка и слова)                                                                   | Disney     |
| 1996 | Симпсоны ("Who Shot Mr. Burns?, Part 2")                                   | "Señor Burns"                                                     | - Альф Клаузен (музыка) - Билл Окли и Джош Вайнштейн (слова)                                                       | Fox        |
| 1996 | The Walt Disney Company и McDonald's представляют American Teacher Awards  | "Come on In"                                                      | - Ларри Гроссман (музыка) - Баз Кохэн (слова)                                                                      | Disney     |
| 1997 | Симпсоны ("Bart After Dark")                                               | "We Put the Spring in Springfield"                                | - Альф Клаузен (музыка) - Кен Килер (слова)                                                                        | Fox        |
| 1997 | Винни Пух и Хэллоуин                                                       | "I Wanna Scare Myself"                                            | - Майкл и Пэтти Силвершер (музыка и слова)                                                                         | CBS        |
| 1997 | Церемония открытия летних Олимпийских игр                                  | "The Power of the Dream"                                          | - Бэбифейс и Дэвид Фостер (музыка) - Линда Томпсон (слова)                                                         | NBC        |
| 1997 | Церемония открытия летних Олимпийских игр                                  | "Faster, Higher, Stronger"                                        | - Марк Уоттерс (музыка) - Лоррейн Фезер (слова)                                                                    | NBC        |
| 1997 | Миссис Санта-Клаус                                                         | "Mrs. Santa Claus"                                                | Джерри Херман (музыка и слова)                                                                                     | CBS        |
| 1998 | Симпсоны ("The City of New York vs. Homer Simpson")                        | "You're Checkin' In (A Musical Tribute to the Betty Ford Center)" | - Альф Клаузен (музыка) - Кен Килер (слова)                                                                        | Fox        |
| 1998 | Ближе                                                                      | "You Don't Know Jack"                                             | - Эд Элтон (музыка) - Рон Берч и Дэвид Кидд (слова)                                                                | CBS        |
| 1998 | Господин Шоу с Бобом и Дэвидом                                             | "How High the Mountain"                                           | - Дэвид Кросс, Эбан Шлёттер и Дино Стаматопулос (музыка) - Дэвид Кросс, Билл, Боб Оденкерк и Stamatopoulos (слова) | HBO        |
| 1998 | Зена — королева воинов                                                     | "Hearts Are Hurting"                                              | - Джозеф ЛоДука (музыка) - Деннис Шпигель (слова)                                                                  | Syndicated |
| 1998 | Зена — королева воинов                                                     | "The Love of Your Love"                                           | Джозеф ЛоДука (музыка и слова)                                                                                     | Syndicated |
| 1999 | 100 лучших американских фильмов за 100 лет по версии AFI                   | "A Ticket to Dream"                                               | - Марвин Хэмлиш (музыка) - Алан и Мэрилин Бергман (слова)                                                          | CBS        |
| 1999 | Большой ремонт ("The Long and Winding Road")                               | "We've Got It All"                                                | Дэн Фолиарт (музыка и слова)                                                                                       | ABC        |
| 1999 | Захватывающий город греха ("Episode 118")                                  | "Freedom Dot Com"                                                 | - Гари Стокдейл (музыка) - Колман деКэй, Пенн и Теллер (слова)                                                     | FX         |
| 1999 | Винни Пух: Валентинка для тебя                                             | "Places in the Heart"                                             | - Майкл и Пэтти Силвершер (музыка и слова)                                                                         | ABC        |
| 1999 | Везучий пёс                                                                | "Togetherness"                                                    | - Дэвид Майкл Фрэнк (музыка) - Тодд Смоллвуд (слова)                                                               | Disney     |

### 2000е
| Год  | Программа                                                                                | Песня                                   | Композитор / Лирик | Сеть           |
| ---- | ---------------------------------------------------------------------------------------- | --------------------------------------- | --- | -------------- |
| 2000 | Никелленниум                                                                             | "Up to You"                             | Джон Кимбро (музыка и слова) | Nickelodeon    |
| 2000 | 14-я церемония American Comedy Awards                                                    | "My Bill Gates"                         | - Глен Ровен и Брюс Виленч (музыка и слова)                                                                                                   | ABC            |
| 2000 | 100 величайших звёзд кино за 100 лет по версии AFI                                       | "Without You"                           | - Кэрол Байер-Сейджер (музыка) - Марвин Хэмлиш (слова)                                                                                        | CBS            |
| 2000 | Гриффины ("Peter, Peter, Caviar Eater")                                                  | "We Only Live to Kiss Your Ass"         | - Рон Джонс (музыка) - Крис Шеридан (слова)                                                                                                   | Fox            |
| 2000 | Песня свободы                                                                            | "Song of Freedom"                       | Кэрол Кинг (музыка и слова) | TNT            |
| 2001 | Вчерашние дети                                                                           | "A Dream That Only I Can Know"          | Патрик Уильямс (музыка и слова) | CBS            |
| 2001 | Премия Американского института кино за прижизненные достижения: Трибьют Барбре Стрейзанд | "On the Way to Becoming Me"             | - Марвин Хэмлиш (музыка) - Алан и Мэрилин Бергман (слова)                                                                                     | Fox            |
| 2001 | Танец в сентябре                                                                         | "Welcome Back (All My Soulmates)"       | - Марк Спаркс (музыка) - Сай Смит (слова) | HBO            |
| 2001 | Гэри и Майк                                                                              | "Mole Folks Song"                       | - Грег О'Коннор (музыка) - Факс Бар, Ховард Гевиртц и Адам Смолл (слова)                                                                      | UPN            |
| 2001 | Роберт Клейн: Ребёнок в его 50-е                                                         | "Colonoscopy"                           | - Роберт Клейн и Боб Стайн (музыка и слова)                                                                                                   | HBO            |
| 2002 | Гриффины ("Brian Wallows and Peter's Swallows")                                          | "You've Got a Lot to See"               | - Уолтер Мёрфи (музыка) - Сет МакФарлейн (слова)                                                                                              | Fox            |
| 2002 | Шоу Кэрол Бёрнетт: Шоустопперы                                                           | "A Mackie Rag"                          | Кен и Мици Уэлш (музыка и слова) | CBS            |
| 2002 | Волшебные покровители ("Рождество каждый день!")                                         | "I Wish Every Day Could Be Christmas"   | - Бутч Хартман, Стив Мармель и Гай Мун (музыка и слова)                                                                                       | Nickelodeon    |
| 2002 | Справедливая Эми ("Beating the Bounds")                                                  | "The Best Kind of Answer"               | Питер Химмелман (музыка и слова) | CBS            |
| 2002 | Симпсоны ("The Old Man and the Key")                                                     | "Ode to Branson"                        | - Альф Клаузен (музыка) - Джон Витти (слова)                                                                                                  | Fox            |
| 2003 | Концерт для Всемирного дня детей                                                         | "Aren't They All Our Children"          | - Дэвид Фостер (музыка) - Линда Томпсон (слова)                                                                                               | ABC            |
| 2003 | Волшебные покровители ("По уши влюбленный!")                                             | "It's Great to Be a Guy"                | - Гай Мун (музыка) - Бутч Хартман и Стив Мармель (слова)                                                                                      | Nickelodeon    |
| 2003 | Волшебные покровители ("По уши влюбленный!")                                             | "What Girls Love"                       | - Гай Мун (музыка) - Скотт Феллоуз, Бутч Хартман и Стив Мармель (слова)                                                                       | Nickelodeon    |
| 2003 | Очень маппетовское рождественское кино                                                   | "Everyone Matters"                      | - Дезмонд Чайлд и Дэвитт Сигерсон (музыка и слова)                                                                                            | NBC            |
| 2003 | Симпсоны ("Dude, Where's My Ranch?")                                                     | "Everybody Hates Ned Flanders"          | - Альф Клаузен (музыка) - Кен Килер и Йен Макстон-Грэм (слова)                                                                                | Fox            |
| 2004 | Пока насилие не прекратится                                                              | "Because You Are Beautiful"             | - Тони Чайлдз, Эдди Фри и Дэвид Рикеттс (музыка) - Тони Чайлдз (слова)                                                                        | Lifetime       |
| 2004 | Волшебные покровители ("Абра-катастрофа!")                                               | "Wish Come True!"                       | - Гай Мун (музыка) - Бутч Хартман и Стив Мармель (слова)                                                                                      | Nickelodeon    |
| 2004 | Футурама ("The Devil's Hands Are Idle Playthings")                                       | "I Want My Hands Back"                  | Кен Килер (музыка и слова) | Fox            |
| 2004 | Улица Сезам: Улица, на которой мы живём                                                  | "The Street I Live On"                  | - Майк Ренци (музыка) - Лу Бергер (слова) | PBS            |
| 2004 | Симпсоны ("The President Wore Pearls")                                                   | "Vote for a Winner"                     | - Альф Клаузен (музыка) - Дэна Гулд (слова)                                                                                                   | Fox            |
| 2005 | Сумасшествие вокруг марихуаны: Киномюзикл                                                | "Mary Jane/Mary Lane"                   | - Дэн Стадни (музыка) - Кевин Мёрфи (слова)                                                                                                   | Showtime       |
| 2005 | Малкольм в центре внимания ("Dewey's Opera")                                             | "The Marriage Bed"                      | - Чарльз Сиднор (музыка) - Эрик Каплан (слова)                                                                                                | Fox            |
| 2005 | Шоу Маппетов: Волшебник из страны Оз                                                     | "I'm with You"                          | - Адам Коэн, Дебра Фрэнк, Майкл Джаккино, Стив Хэйес и Жанни Лурье (музыка и слова)                                                           | ABC            |
| 2005 | Симпсоны ("A Star Is Torn")                                                              | "Always My Dad"                         | - Альф Клаузен (музыка) - Кэролин Омни (слова)                                                                                                | Fox            |
| 2005 | Террор дома: Домашнее насилие в Америке                                                  | "The Tears of the Angels"               | Майкл Болтон (музыка и слова) | Lifetime       |
| 2006 | Безумное телевидение ("Эпизод 1111")                                                     | "A Wonderfully Normal Day"              | - Грег О'Коннор (композитор) - Джим Уайз (слова)                                                                                              | Fox            |
| 2006 | Дочь Гидеона                                                                             | "Natasha's Song"                        | - Эдриан Джонстон (музыка) - Стивен Полякофф (слова)                                                                                          | BBC America    |
| 2006 | Классный мюзикл                                                                          | "Breaking Free"                         | Джейми Хьюстон (музыка и слова) | Disney         |
| 2006 | Классный мюзикл                                                                          | "Get'cha Head in the Game"              | - Грег Чем, Рэй Чем и Дрю Сили (музыка и слова)                                                                                               | Disney         |
| 2006 | Однажды на матраце                                                                       | "That Baby of Mine"                     | - Кен и Мици Уэлш (музыка и слова) | ABC            |
| 2007 | Saturday Night Live ("Ведущий: Джастин Тимберлейк")                                      | "Dick in a Box"                         | - Кэтриз Барнс, Аса Такконе и Джастин Тимберлейк (музыка) - The Lonely Island и Джастин Тимберлейк (слова)                                    | NBC            |
| 2007 | Гриффины ("Peter's Two Dads")                                                            | "My Drunken Irish Dad"                  | - Уолтер Мёрфи (музыка) - Дэнни Смит (слова)                                                                                                  | Fox            |
| 2007 | Безумное телевидение ("Эпизод 1209")                                                     | "Merry Ex-Mas"                          | - Грег О'Коннор и Джим Уайз (музыка) - Брюс МакКой и Джим Уайз (слова)                                                                        | Fox            |
| 2007 | Клиника ("Мой мюзикл")                                                                   | "Everything Comes Down to Poo"          | - Роберт Лопес и Джефф Маркс (музыка) - Дэбра Фордхэм, Роберт Лопес и Джефф Маркс (слова)                                                     | NBC            |
| 2007 | Клиника ("Мой мюзикл")                                                                   | "Guy Love"                              | - Пол Ф. Перри (музыка) - Дэбра Фордхэм и Пол Ф. Перри (слова)                                                                                | NBC            |
| 2008 | Джимми Киммел в прямом эфире ("5-я годовщина шоу")                                       | "I'm Fucking Matt Damon"                | - Тони Барбиери, Сэл Яконо, Уэйн МакКлэмми, Сара Сильверман и Дэн Уорнер (музыка и слова)                                                     | ABC            |
| 2008 | Полёт Конкордов ("Bret Gives Up the Dream")                                              | "Inner City Pressure"                   | - Flight of the Conchords (музыка) - Джеймс Бобин и Flight of the Conchords (слова)                                                           | HBO            |
| 2008 | Полёт Конкордов ("Sally")                                                                | "The Most Beautiful Girl (In the Room)" | - Flight of the Conchords (музыка и слова) | HBO            |
| 2008 | Безумное телевидение ("Эпизод 1305")                                                     | "Sad Fitty Cent"                        | - Грег О'Коннор, Джордан Пил и Джим Уайз (музыка) - Джордан Пил (слова)                                                                       | Fox            |
| 2008 | Финес и Ферб ("Dude, We’re Getting the Band Back Together")                              | "I Ain't Got Rhythm"                    | - Дэнни Джейкоб (музыка) - Роберт Ф. Хьюз, Джефф «Свомпи» Марш, Мартин Олсон и Дэн Повенмайр (слова)                                          | Disney         |
| 2009 | 81-я церемония премии «Оскар»                                                            | "Hugh Jackman Opening Number"           | - Джон Кимбро, Уильям Росс и Роб Шраб (музыка) - Дэн Хармон и Бен Шварц (слова)                                                               | ABC            |
| 2009 | Колберт Кристмас: Лучший подарок из всех                                                 | "Much Worse Things"                     | - Адам Шлезингер (музыка) - Дэвид Джавербаум (слова)                                                                                          | Comedy Central |
| 2009 | The 2008 ESPYS Awards                                                                    | "I Love Sports"                         | - Кэтриз Барнс (музыка) - Алекс Бейз, Дейв Драбик, Джонатан Драбнер, Рэйчел Гамильтон, Стив Хиггинс, Кевин Миллер, Джастин Тимберлейк (слова) | ESPN           |
| 2009 | Полёт Конкордов ("Unnatural Love")                                                       | "Carol Brown"                           | - Джеймс Бобин и Flight of the Conchords (музыка и слова)                                                                                     | HBO            |
| 2009 | Маппетовское Рождество: Письма Санте                                                     | "I Wish I Could Be Santa Claus"         | Пол Уильямс (музыка и слова) | NBC            |
| 2009 | Saturday Night Live ("Ведущий: Джастин Тимберлейк")                                      | "Motherlover"                           | - Дрю Кэмпбелл и Аса Такконе (музыка) - The Lonely Island и Джастин Тимберлейк (слова)                                                        | NBC            |

### 2010е
| Год                                                                           | Программа                                             | Песня                                                                                        | Композитор / Лирик                                                                           | Сеть           |
| ----------------------------------------------------------------------------- | ----------------------------------------------------- | -------------------------------------------------------------------------------------------- | -------------------------------------------------------------------------------------------- | -------------- |
| 2010                                                                          | Детектив Монк ("Mr. Monk and the End, Часть 2")       | "When I'm Gone"                                                                              | Рэнди Ньюман (музыка и слова)                                                                | USA            |
| 2010                                                                          | Гриффины ("Extra Large Medium")                       | "Down's Syndrome Girl"                                                                       | - Сет МакФарлейн и Уолтер Мёрфи (музыка) - Сет МакФарлейн (слова)                            | Fox            |
| 2010                                                                          | Как я встретил вашу маму ("Девушки против костюмов")  | "Nothing Suits Me Like a Suit"                                                               | - Картер Бейз и Крейг Томас (музыка и слова)                                                 | CBS            |
| 2010                                                                          | Спаси меня ("Disease")                                | "How Lovely to Be a Vegetable"                                                               | - Брэд Хэтфилд и Питер Толан (музыка) - Питер Толан (слова)                                  | FX             |
| 2010                                                                          | Saturday Night Live ("Ведущий: Блейк Лайвли")         | "Shy Ronnie"                                                                                 | - Rick tha Rular (музыка) - The Lonely Island (слова)                                        | NBC            |
| 2010                                                                          | Тримей ("I'll Fly Away")                              | "This City"                                                                                  | Стив Эрл (музыка и слова)                                                                    | HBO            |
| 2011                                                                          | Saturday Night Live ("Ведущий: Джастин Тимберлейк")   | "Justin Timberlake Monologue"                                                                | - Кэтриз Барнс (музыка) - Сет Майерс, Джон Малейни и Джастин Тимберлейк (слова)              | NBC            |
| 2011                                                                          | Гриффины ("Road to the North Pole")                   | "Christmastime Is Killing Us"                                                                | - Рон Джонс и Сет МакФарлейн (музыка) - Сет МакФарлейн и Дэнни Смит (слова)                  | Fox            |
| 2011                                                                          | Роберт Кляйн: Несправедливость и несбалансированность | "An American Prayer – Hymn II?"                                                              | - Роберт Клейн и Боб Стайн (музыка и слова)                                                  | HBO            |
| 2011                                                                          | Saturday Night Live ("Ведущий: Джефф Бриджес")        | "I Just Had Sex"                                                                             | - Джеррод Беттис и DJ Frank E (музыка) - The Lonely Island (слова)                           | NBC            |
| 2011                                                                          | Saturday Night Live ("Ведущая: Тина Фей")             | "Jack Sparrow"                                                                               | - Майк Вудс (музыка) - The Lonely Island (слова)                                             | NBC            |
| 2011                                                                          | Saturday Night Live ("Ведущий: Джастин Тимберлейк")   | "3-Way (The Golden Rule)"                                                                    | - The Lonely Island и Джастин Тимберлейк (музыка и слова)                                    | NBC            |
| 2012                                                                          | 65-я церемония премии «Тони»                          | "It's Not Just for Gays Anymore"                                                             | - Адам Шлезингер (музыка) - Дэвид Джавербаум (слова)                                         | CBS            |
| 2012                                                                          | Разгар рождества                                      | "The Heart of Christmas"                                                                     | Мэттью Уэст (музыка и слова)                                                                 | GMC            |
| 2012                                                                          | Воспитывая Хоуп ("Prodigy")                           | "Welcome Back to Hope"                                                                       | Мэттью У. Томпсон (музыка и слова)                                                           | Fox            |
| 2012                                                                          | Saturday Night Live ("Ведущий: Джейсон Сигел")        | "I Can't Believe I'm Hosting"                                                                | - Эли Брейггеманн (музыка) - Сет Майерс и Джон Малейни (слова)                               | NBC            |
| 2012                                                                          | Смэш ("Пилот")                                        | "Let Me Be Your Star"                                                                        | - Марк Шейман и Скотт Уиттман (музыка и слова)                                               | NBC            |
| 2013                                                                          | 66-я церемония премии «Тони»                          | "If I Had Time"                                                                              | - Адам Шлезингер (музыка) - Дэвид Джавербаум (слова)                                         | CBS            |
| 2013                                                                          | Студия 30 ("Хогкок!"/"Последний обед")                | "Rural Juror"                                                                                | - Джефф Ричмонд (музыка) - Тина Фей, Джефф Ричмонд и Трэйси Вигфилд (слова)                  | NBC            |
| 2013                                                                          | Нэшвилл ("I'll Never Get Out of This World Alive")    | "Nothing in This World Will Ever Break My Heart Again"                                       | - Сара Джейн Бакстон и Кейт Йорк (музыка и слова)                                            | ABC            |
| 2013                                                                          | Соседи ("Пой как Ларри Берд")                         | "More or Less the Kind of Thing You May or May Not Possibly See on Broadway"                 | - Алан Менкен (музыка) - Гленн Слейтер (слова)                                               | ABC            |
| 2013                                                                          | Смэш ("Колокола и свистки")                           | "I Heard Your Voice In a Dream"                                                              | Эндрю МакМэхон (музыка и слова)                                                              | NBC            |
| 2013                                                                          | Смэш ("Родители")                                     | "Hang the Moon"                                                                              | - Марк Шейман и Скотт Уиттман (музыка и слова)                                               | NBC            |
| 2014                                                                          | 67-я церемония премии «Тони»                          | "Bigger!"                                                                                    | - Том Китт (музыка) - Лин-Мануэль Миранда (слова)                                            | CBS            |
| 2014                                                                          | Рождественская песнь – Концерт                        | "No Trouble"                                                                                 | - Боб Кристенсон (музыка) - Алиса Хаузер (слова)                                             | PBS            |
| 2014                                                                          | Кей и Пил ("Substitute Teacher #3")                   | "Les Mis"                                                                                    | - Джошуа Фанк (музыка) - Ребекка Дрисдейл (слова)                                            | Comedy Central |
| 2014                                                                          | Saturday Night Live ("Ведущий: Джимми Фэллон")        | "Home for the Holiday (Twin Bed)"                                                            | - Эли Брейггеманн (музыка) - Эйди Брайант, Крис Келли, Кейт МакКиннон и Сара Шнайдер (слова) | NBC            |
| 2014                                                                          | София Прекрасная: Плавучий дворец                     | "Merroway Cove"                                                                              | - Джон Уильям Кавано (музыка) - Крэйг Гербер (слова)                                         | Disney         |
| 2014                                                                          | Сыны анархии ("Работа матери")                        | "Day Is Gone"                                                                                | - Ноах Гундерсен, Курт Саттер и Боб Тьеле (музыка и слова)                                   | FX             |
| 2015                                                                          | Внутри Эми Шумер ("Cool with It")                     | "Girl You Don't Need Make Up"                                                                | - Кайл Данниган и Джим Роуч (музыка) - Кайл Данниган (слова)                                 | Comedy Central |
| 2015                                                                          | Комедианты ("Celebrity Guest")                        | "Kiss an Old Man"                                                                            | - Роберт Лопес (музыка) - Кристен Андерсон-Лопес (слова)                                     | FX             |
| 2015                                                                          | Хор ("Мечты сбываются")                               | "This Time"                                                                                  | - Даррен Крисс (музыка и слова)                                                              | Fox            |
| 2015                                                                          | Как Мюррей спас Рождество                             | "You Gotta Believe"                                                                          | - Уолтер Мёрфи (музыка) - Майк Рейсс (слова)                                                 | NBC            |
| 2015                                                                          | The Oscars                                            | "Moving Pictures"                                                                            | - Кристен Андерсон-Лопес и Роберт Лопес (музыка и слова)                                     | ABC            |
| 2015                                                                          | Сыны анархии ("Papa's Goods")                         | "Come Join the Murder"                                                                       | - Боб Тьеле, Курт Саттер и The White Buffalo (музыка и слова)                                | FX             |
| 2016                                                                          |                                                       |                                                                                              |                                                                                              |                |
| Зона охоты                                                                    | "Til It Happens to You"                               | - Дайан Уоррен (музыка и слова)                                                              | CNN                                                                                          |                |
| Чокнутая бывшая ("I'm Going on a Date with Josh's Friend!")                   | "Settle for Me"                                       | - Адам Шлезингер (музыка) - Рейчел Блум, Джек Долджен и Адам Шлезингер (слова)               | The CW                                                                                       |                |
| Империя ("Роза любым другим именем")                                          | "Good People"                                         | - Джим Бинз (музыка и слова)                                                                 | Fox                                                                                          |                |
| Галавант ("Новый сезон или выкуси, закрытие")                                 | "A New Season"                                        | - Алан Менкен (музыка) - Гленн Слейтер (слова)                                               | ABC                                                                                          |                |
| Garfunkel and Oates: Попытки быть особенными                                  | "Frozen Lullaby"                                      | - Garfunkel & Oates (музыка и слова)                                                         | Vimeo                                                                                        |                |
| 2017                                                                          |                                                       |                                                                                              |                                                                                              |                |
| Тринадцатая                                                                   | "Letter to the Free"                                  | - Common, Роберт Гласпер и Карим Риггинс (музыка) - Common (слова)                           | Netflix                                                                                      |                |
| Чокнутая бывшая ("When Will Josh And His Friend Leave Me Alone?")             | "We Tapped That Ass"                                  | - Адам Шлезингер (музыка) - Рейчел Блум, Джек Долджен и Адам Шлезингер (слова)               | The CW                                                                                       |                |
| Duck the Halls: Рождественский спецвыпуск Микки Мауса                         | "Jing-A-Ling-A-Ling"                                  | - Кристофер Уиллис (музыка) - Дэррик Бачман, Пол Рудиш и Кристофер Уиллис (слова)            | Disney                                                                                       |                |
| Джимми Киммел в прямом эфире ("Jessica Chastain/Willie Nelson/Hunter Hayes")  | "The Ballad of Claus Jorstad (Devil Stool)"           | - Гари Гринберг и Джонатан Киммел (музыка и слова)                                           | ABC                                                                                          |                |
| Saturday Night Live ("Ведущий: Кейси Аффлек")                                 | "Last Christmas"                                      | - Эли Брейггеманн (музыка) - Chance the Rapper, Уилл Стефен и Кинан Томпсон (слова)          | NBC                                                                                          |                |
| Несгибаемая Кимми Шмидт ("Kimmy’s Roommate Lemonades!")                       | "Hell No"                                             | - Джефф Ричмонд (музыка) - Тина Фей и Сэм Минс (слова)                                       | Netflix                                                                                      |                |
| 2018                                                                          |                                                       |                                                                                              |                                                                                              |                |
| Saturday Night Live ("Ведущий: Chance the Rapper")                            | "Come Back Barack"                                    | - Эли Брейггеманн (музыка) - Крис Редд, Уилл Стефен и Кинан Томпсон (слова)                  | NBC                                                                                          |                |
| Большой рот ("Am I Gay?")                                                     | "Totally Gay"                                         | - Марк Риверз (музыка и слова)                                                               | Netflix                                                                                      |                |
| В эфире «Рождественская история»                                              | "In the Market for a Miracle"                         | - Бендж Пасек и Джастин Пол (музыка и слова)                                                 | Fox                                                                                          |                |
| Хорошая борьба ("Day 450")                                                    | "High Crimes and Misdemeanors"                        | - Джонатан Колтон (музыка и слова)                                                           | CBS All Access                                                                               |                |
| Если ты не в образе жизни, съешь завтрак                                      | "Just Getting Started"                                | - Дейв Грусин (музыка) - Алан и Мэрилин Бергман (слова)                                      | HBO                                                                                          |                |
| Стив Мартин и Мартин Шорт: Вечер, который вы забудете на всю оставшуюся жизнь | "The Buddy Song"                                      | - Стив Мартин (музыка и слова)                                                               | Netflix                                                                                      |                |
| 2019                                                                          |                                                       |                                                                                              |                                                                                              |                |
| Чокнутая бывшая ("I Have To Get Out")                                         | "Antidepressants Are So Not a Big Deal"               | - Рейчел Блум и Адам Шлезингер (музыка) - Рейчел Блум, Джек Долджен и Адам Шлезингер (слова) | The CW                                                                                       |                |
| Документалистика сегодня! ("«Коммуналка»: запись студийного альбома")         | "Holiday Party (I Did a Little Cocaine Tonight)"      | - Эли Болин (музыка) - Сет Майерс и Джон Малейни (слова)                                     | IFC                                                                                          |                |
| Полет Конкордов. Концерт в Лондоне                                            | "Father & Son"                                        | - Flight of the Conchords (музыка и слова)                                                   | HBO                                                                                          |                |
| Saturday Night Live ("Ведущий: Джеймс МакЭвой")                               | "The Upper East Side"                                 | - Эли Брейггеманн (музыка) - Лесли Джонс и Брайан Такер (слова)                              | NBC                                                                                          |                |
| Песнь Парклэнда                                                               | "Beautiful Things Can Grow"                           | - Марк Зонненблик (музыка) - Эшли Паселтинер и Молли Райхард (слова)                         | HBO                                                                                          |                |
| 72-я церемония премии «Тони»                                                  | "This One's for You"                                  | - Сара Бареллис, Джош Гробан и Шейна Тауб (музыка и слова)                                   | CBS                                                                                          |                |

### 2020е
| Год                                                                     | Программа                | Песня                                                                       | Композитор / Лирик | Сеть |
| ----------------------------------------------------------------------- | ------------------------ | --------------------------------------------------------------------------- | ------------------ | ---- |
| 2020                                                                    |                          |                                                                             |                    |      |
| Эйфория ("И засей землю солью")                                         | "All for Us"             | Labrinth (музыка и слова)                                                   | HBO                |      |
| Чёрный крёстный отец                                                    | "Letter to My Godfather" | Чад Хьюго и Фаррелл Уильямс (музыка и слова)                                | Netflix            |      |
| События прошедшей недели с Джоном Оливером ("Эпизод 629")               | "Eat Shit, Bob"          | Дэвид Даббон (музыка) Джоанна Роткопф, Джилл Твисс и Сина Вали (слова)      | HBO                |      |
| И повсюду тлеют пожары ("Find a Way")                                   | "Build It Up"            | Ингрид Майклсон (музыка и слова)                                            | Hulu               |      |
| Удивительная миссис Мейзел ("Ударьте группу")                           | "One Less Angel"         | Томас Майзер и Кертис Мур (музыка и слова)                                  | Amazon Prime Video |      |
| Это мы ("Незнакомцы")                                                   | "Memorized"              | Тейлор Голдсмит и Сиддхарта Кхосла (музыка и слова)                         | NBC                |      |
| Хранители ("Это необыкновенное существо")                               | "The Way It Used to Be"  | Трент Резнор и Аттикус Росс (музыка и слова)                                | HBO                |      |
| 2021                                                                    |                          |                                                                             |                    |      |
| Ванда/Вижн ("Ломая четвёртую стену")                                    | "Agatha All Along"       | Кристен Андерсон-Лопес и Роберт Лопес (музыка и слова)                      | Disney+            |      |
| Бо Бернем: Взаперти                                                     | "Comedy"                 | Бо Бернем (музыка и слова)                                                  | Netflix            |      |
| Пацаны ("Грандиозная поездка")                                          | "Never Truly Vanish"     | Кристофер Леннерц (музыка) Кристофер Леннерц и Майкл Солтцмен (слова)       | Amazon Prime Video |      |
| Ход королевы ("Откладывание партии")                                    | "I Can't Remember Love"  | Анна Хаус и Роберт Вайнродер (музыка) Уильям Хорберг (слова)                | Netflix            |      |
| Саундтрек нашей жизни                                                   | "The End Titles"         | Марк Шейман (музыка и слова)                                                | YouTube            |      |
| Необыкновенный плейлист Зои ("Необыкновенный день рождения Зои")        | "Crimson Love"           | Харви Мейсон мл. и Эндрю Хэй (музыка) Остин Уинсберг и Линдси Розин (слова) | NBC                |      |
| 2022                                                                    |                          |                                                                             |                    |      |
| Шмигадун! ("Schmigadoon!")                                              | "Corn Puddin'"           | Синко Пол (музыка и слова)                                                  | Apple TV+          |      |
| Эйфория ("You Who Cannot See, Think of Those Who Can")                  | "I'm Tired"              | Labrinth (музыка) Сэм Левинсон и Зендея (слова)                             | HBO/HBO Max        |      |
| Эйфория ("All My Life, My Heart Has Yearned for a Thing I Cannot Name") | "Elliot's Song"          | Labrinth (музыка) Мужда «Муж» Земар-МакКензи (слова)                        | HBO/HBO Max        |      |
| Удивительная миссис Мейзел ("How to Chew Quietly and Influence People") | "Maybe Monica"           | Томас Майзер и Кертис Мур (музыка и слова)                                  | Prime Video        |      |
| Это мы ("Day of the Wedding")                                           | "The Forever Now"        | Тейлор Голдсмит и Сиддхарта Кхосла (музыка и слова)                         | NBC                |      |

## Множественные победы
| 6 побед - Ларри Гроссман - Баз Кохэн 3 победы - Алан и Мэрилин Бергман - Адам Шлезингер - Кен Уэлш - Мици Уэлш | 2 победы - Кэтриз Барнс - Рэй Чарльз - Альф Клаузен - Джеймс Ди Паскуале - Фред Эбб - Марвин Хэмлиш - Дэвид Джавербаум - Джон Кандер - Кен Килер - Джон Кимбро - Арти Мэлвин - Рэнди Ньюман - Джастин Тимберлейк |

## Множественные номинации
| 15 номинаций - Баз Кохэн 12 номинаций - Эрл Браун - Ларри Гроссман - Кен Уэлш - Мици Уэлш 9 номинаций - Альф Клаузен 7 номинаций - Билли Голденберг 6 номинаций - The Lonely Island - Адам Шлезингер 5 номинаций - Алан и Мэрилин Бергман - Эли Брейггеманн - Рэй Чарльз - Джастин Тимберлейк 4 номинации - Билли Барнс - Flight of the Conchords - Марвин Хэмлиш - Бутч Хартман - Фред Карлин - Кен Килер - Роберт Лопес - Стив Мармель - Гай Мун - Уолтер Мёрфи - Грег О'Коннор | 3 номинации - Кристен Андерсон-Лопес - Кэтриз Барнс - Рейчел Блум - Сай Коулман - Кэрол Коннорс - Дик ДеБенедиктис - Джеймс Ди Паскуале - Джек Долджен - Фред Эбб - Дэвид Джавербаум - Labrinth - Сет МакФарлейн - Сет Майерс - Джон Малейни - Марк Шейман - Майкл Силвершер - Пэтти Силвершер - Деннис Шпигель - Патрик Уильямс - Джим Уайз |

## Программы с множеством побед
| 3 победы - Saturday Night Live | 2 победы - Шоу Кэрол Бёрнетт - Симпсоны |

## Программы с множеством номинаций
| 12 номинаций - Saturday Night Live 9 номинаций - Симпсоны 5 номинаций - Гриффины 4 номинации - Волшебные покровители 3 номинации - Шоу Кэрол Бёрнетт - Чокнутая бывшая - Эйфория - Полёт Конкордов - Безумное телевидение - Смэш | 2 номинации - Церемонии открытия летних Олимпийских игр - Полицейский рок - Слава - Проблемы роста - Классный мюзикл - Джимми Киммел в прямом эфире - Коджак - Удивительная миссис Мейзел - Женщина-полицейский - Хохмы Роуэна и Мартина - Клиника - Час комедии с Сонни и Шер - Сыны анархии - Это мы - Зена — королева воинов |